# ATGCLVLSSCAP
ATGCLVLSSCAP ist ein Album der norwegischen Band Ulver.  Obwohl es auf Liveaufnahmen basiert, betrachtet es die Band aufgrund der aufwändigen Studionachbearbeitungen nicht als eigentliches Livealbum. Es erschien am 22. Januar 2016 bei House of Mythology.

## Entstehung und Veröffentlichung
Im Juni 2015 kündigte die Band ein neues Album namens The Assassination of Julius Caesar an, dem bald darauf jedoch die Arbeit an einer anderen Veröffentlichung mit dem Arbeitstitel 12 vorgezogen wurde. Sie sollte auf den von Toningenieur Chris Fullard angefertigten Mitschnitten von zwölf Konzerten (in Oslo, Helsinki, Danzig, Berlin, Prag, Zürich, Wien, München, Köln, Tilburg, Mailand und Rom) aus dem Februar 2014 basieren. Live-Mitglieder waren Ole Alexander Halstensgård (Elektronik), Anders Møller (Perkussion) und Ivar Thormodsæter (Schlagzeug). Daniel O’Sullivan sichtete das Material, das in einigen Teilen auf Stücken von Perdition City, A Quick Fix of Melancholy und Messe I.X–VI.X beruhte, jedoch weitgehend improvisiert war. O’Sullivan sowie Kristoffer Rygg, Tore Ylwizaker und Anders Møller wählten daraus aus, bearbeiteten die Aufnahmen und fertigten Pre-Mixe in London bzw. Oslo an. Dabei kamen auch Studio-Overdubs zum Einsatz. Jaime Gomez Arellano masterte das Album in den Londoner Orgone Studios. Es erhielt letztlich den Titel ATGCLVLSSCAP – die Initialen der zwölf Tierkreiszeichen und somit eine Anspielung auf die zwölf Konzerte und die zwölf Stücke des Albums. Ein erstes Stück (Cromagnosis) war Ende Oktober 2015 in einer Sendung von Resonance FM zu hören, Anfang November folgte ein kurzes Promo-Video auf dem YouTube-Kanal von Ulvers neuem Label House of Mythology. Newsletter-Abonnenten konnten zu der Zeit auch auf weitere Ausschnitte auf Soundcloud zugreifen. Vorbesteller auf Bandcamp konnten ab dem 17. Januar 2016 auf zwei ganze Stücke zugreifen. ATGCLVLSSCAP wurde am 22. Januar auf CD, Doppel-LP (schwarz und limitiert rot, weiß, grün sowie transparent) und als Download veröffentlicht, am 25. August folgte eine limitierte MC-Auflage.

## Titelliste
1. England’s Hidden – 7:39
2. Glammer Hammer – 4:49
3. Moody Stix – 6:44
4. Cromagnosis – 9:48
5. The Spirits That Lend Strength Are Invisible – 3:16
6. Om Hanumate Namah – 7:42
7. Desert/Dawn – 8:34
8. D-Day Drone – 9:21
9. Gold Beach – 4:52
10. Nowhere (Sweet Sixteen) – 5:56
11. Ecclesiastes (A Vernal Catnap) – 9:01
12. Solaris – 2:12

## Stil
Obwohl für ATGCLVLSSCAP vor allem Live-Improvisationen verwertet wurden, hinterlässt das Album einen komponierten Eindruck. Es ist meist instrumental, setzt sich von den oft minimalistischen EPs ab und erinnert an verschiedenen Stellen entweder an die hymnischen Shadows of the Sun und Messe I.X–VI.X, das psychedelische Childhood’s End und das hypnotische Terrestrials, oder an Krautrock-Bands wie Cluster, Tangerine Dream, Kraftwerk und Neu! sowie an Kompositionen von Klaus Schulze, Bernard Herrmann und John Carpenter. Das Webzine Stormbringer beschreibt den „nicht wirklich beschreib[baren]“ Stil als „ausufernde[n], Jam-Session-mäßige[n] Progressive-Ambient-Rock, der auf jegliche Textierung verzichtet und auf ein klangliches Miteinander von Gitarren, Synthies und Drums setzt.“

## Rezeption
Die ersten Reaktionen auf das Album waren positiv. Benjamin Bland von Drowned in Sound bezeichnete ATGCLVLSSCAP, trotz seiner Länge, als großartiges und gar triumphales psychedelisches Album, das mit Hörererwartungen spiele. Tristan Bath von The Quietus betonte, es sei Ulvers erfolgreichstes und am besten ausbalanciertes Experiment. John Robb von Louder than War lobte das Album als „umwerfendes Hörabenteuer“ und „dunkles Meisterwerk bahnbrechender Musik“, da es so facettenreich und spannend sei; Mathias Klammer von Stormbringer urteilte ähnlich: „ein aufregendes, aufwühlendes, spannendes und manchmal auch aufreibendes Hörerlebnis der ganz besonderen Art.“ ATGCLVLSSCAP konnte sich jeweils eine Woche in den norwegischen und finnischen Charts platzieren.